# 9世纪
| 千纪： | 前1千纪 \| 1千纪 \| 2千纪                                                                                  |
| 世纪： | 6世纪 \| 7世纪 \| 8世纪 \| 9世纪 \| 10世纪 \| 11世纪 \| 12世纪                                             |
| 年代： | 800年代 \| 810年代 \| 820年代 \| 830年代 \| 840年代 \| 850年代 \| 860年代 \| 870年代 \| 880年代 \| 890年代 |

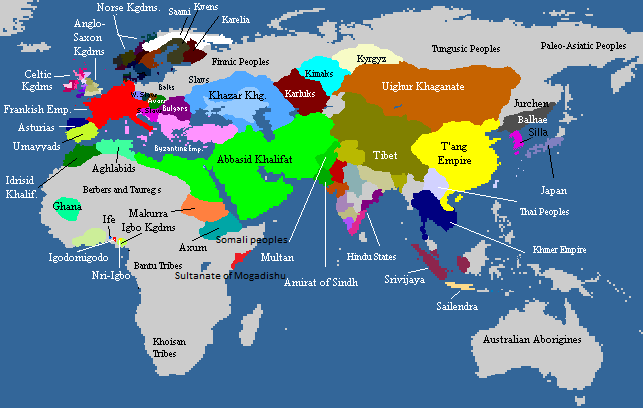
820年的世界

801年1月1日至900年12月31日的这一段期间被称为9世纪。
在中國，唐朝經歷元和中兴、會昌中興和大中暫治，但都不能根除唐帝國的衰亡局勢。随后宦官专权、藩镇割据加剧，从此一蹶不振；黄巢起义则加速灭亡进程。
在中东，阿拉伯帝国农民起义迭起，开始陷入分裂。经历了圣像破坏运动之后，拜占庭帝国的元气有所恢复，马其顿王朝上台后开始进入黄金时期。在法兰克，国王查理曼加冕称帝使帝国达到顶峰后，逐渐没落，《凡尔登条约》后正式分裂。

## 重要事件、發展與成就
科學技術：
戰爭與政治：
- 800年，查理曼被教宗良三世加冕為羅馬人皇帝
- 805年－820年：唐憲宗李純時期，唐帝國出現復興氣象，史稱元和中興
- 835年：唐朝發生甘露之變
- 843年：《凡爾登條約》簽訂，法蘭克王國一分為三
- 843年：中國牛李黨爭
- 840年－846年：唐武宗李炎在位時期，史稱會昌中興
- 845年：唐武宗發動會昌滅佛
- 846年－859年：唐宣宗李忱在位時期，史稱大中之治
  - 868年：龐勛起義
  - 875年-884年：黃巢之亂，破壞了唐帝國的統治根基，亂平後出現全國性的藩鎮割據，唐朝名存實亡
  - 894年：鑑於唐的弱化和內亂頻發，當時的日本朝廷在菅原道真的建議下廢止了遣唐使的職務；唐十餘年後於907年滅亡，遣唐使走入歷史。

天災人禍：
- 古典期玛雅文明因重大天災人禍衰落：见古典期玛雅文明的衰落

社會與經濟：
疾病與醫學：
環境與自然資源：
宗教與哲學：